# 1893
1893 (MDCCCXCIII) a fost un an obișnuit al calendarului gregorian, care a început într-o zi de duminică.

## Evenimente

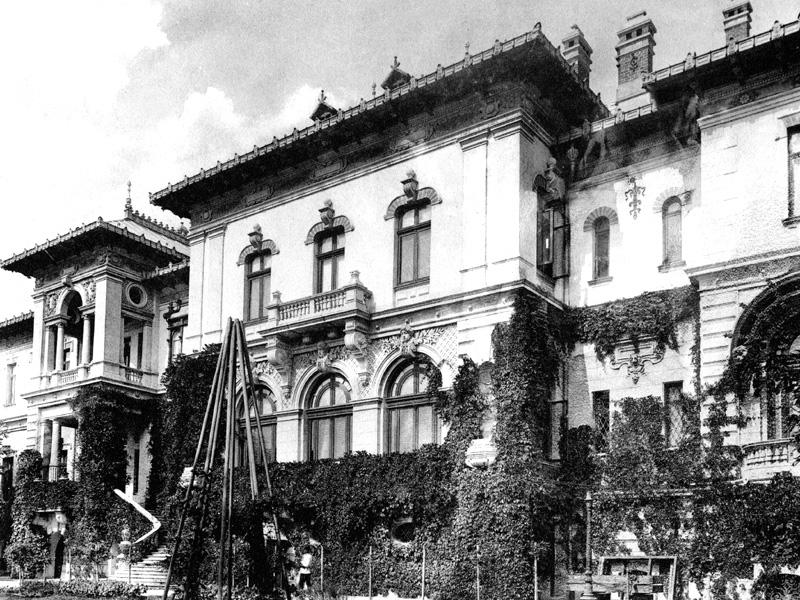
La București se înalță, Palatul Cotroceni.

### Februarie
- 23 februarie: Rudolf Diesel primește patentul pentru motorul diesel.

### Martie
- 10 martie: Côte d'Ivoire devine colonie franceză.

### Nedatate
- București: Își începe activitatea Foișorul de Foc. Fiind înalt de 30 m, este utilizat ca post de pompieri și rezervor regulator pentru rețeaua de alimentare cu apă a orașului. Din anul 1963 funcționează ca Muzeul Național al Pompierilor.
- București: Se înalță Palatul Cotroceni înconjurat de un parc cu vegetație bogată. Azi, în incinta palatului funcționează și Muzeul Național Cotroceni.
- Grigore Antipa începe reorganizarea Muzeului de Istorie Naturală din București.
- Noua Zeelandă devine prima țară din lume care garantează femeilor dreptul la vot.

## Arte, știință, literatură și filozofie
- Apare, la București, revista umoristică Moftul român, condusă de I.L.Caragiale și Anton Bacalbașa.
- Apare lunar, la Iași, Revista critică–literară (până în 1897) sub conducerea lui Aron Densușianu.
- George Coșbuc publică Balade și idile.

## Nașteri

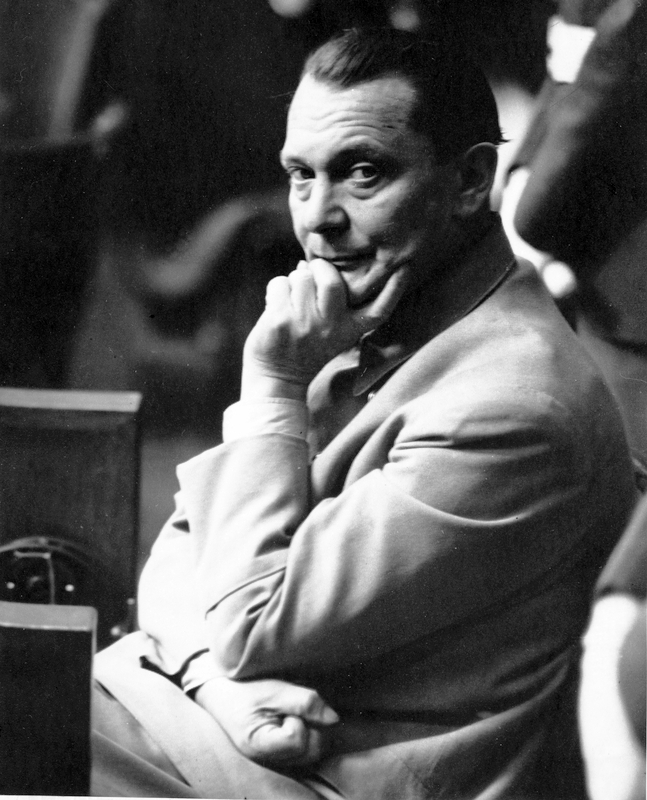
Hermann Göring, comandant militar german, al doilea om ca importanță în Germania Nazistă
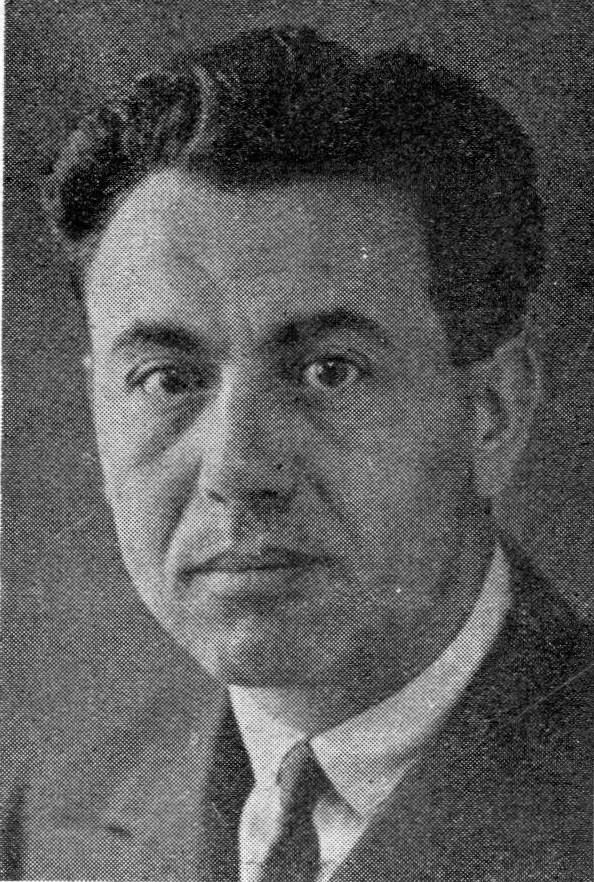
Marțian Negrea, compozitor, profesor și dirijor român
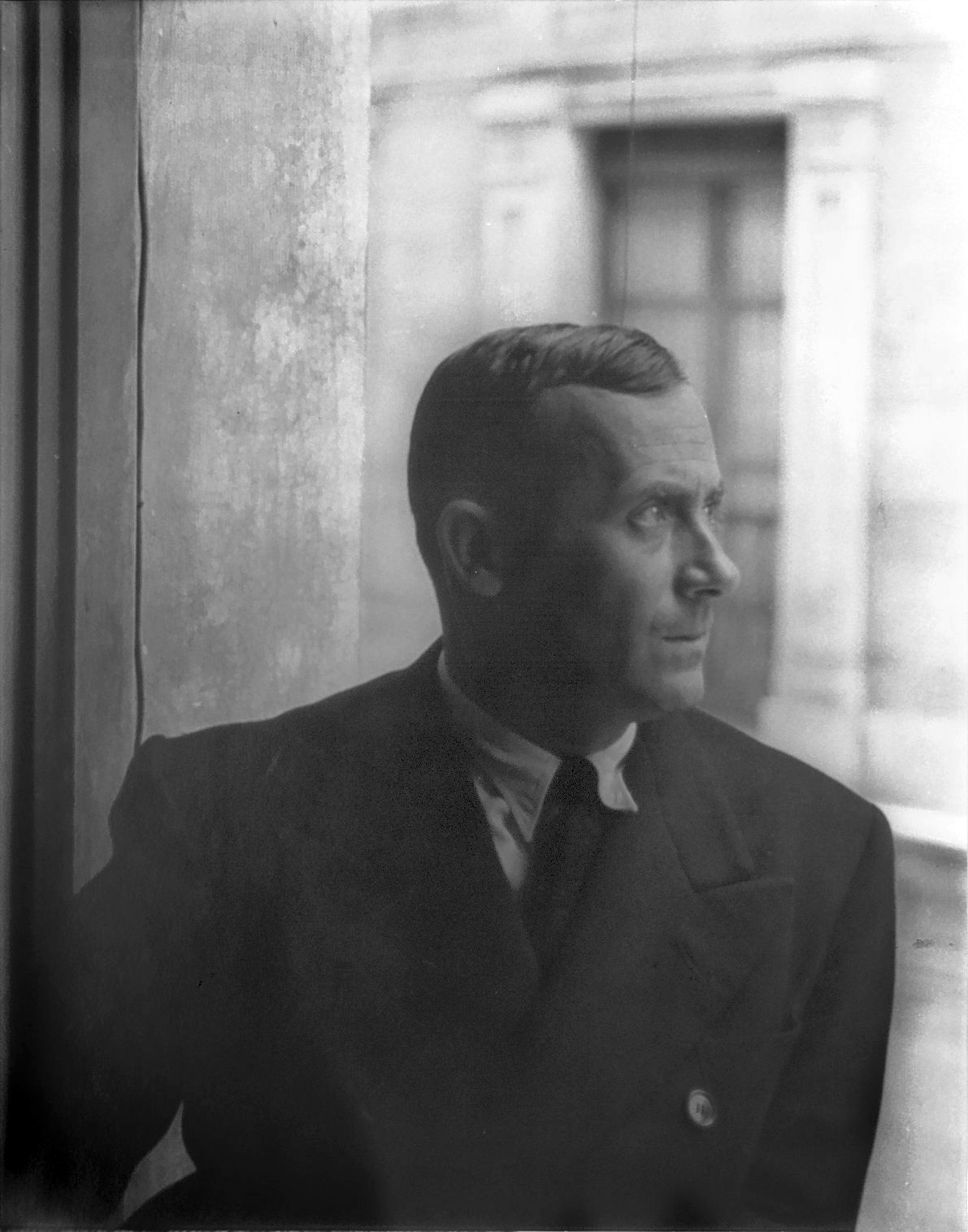
Joan Miró, pictor și sculptor spaniol
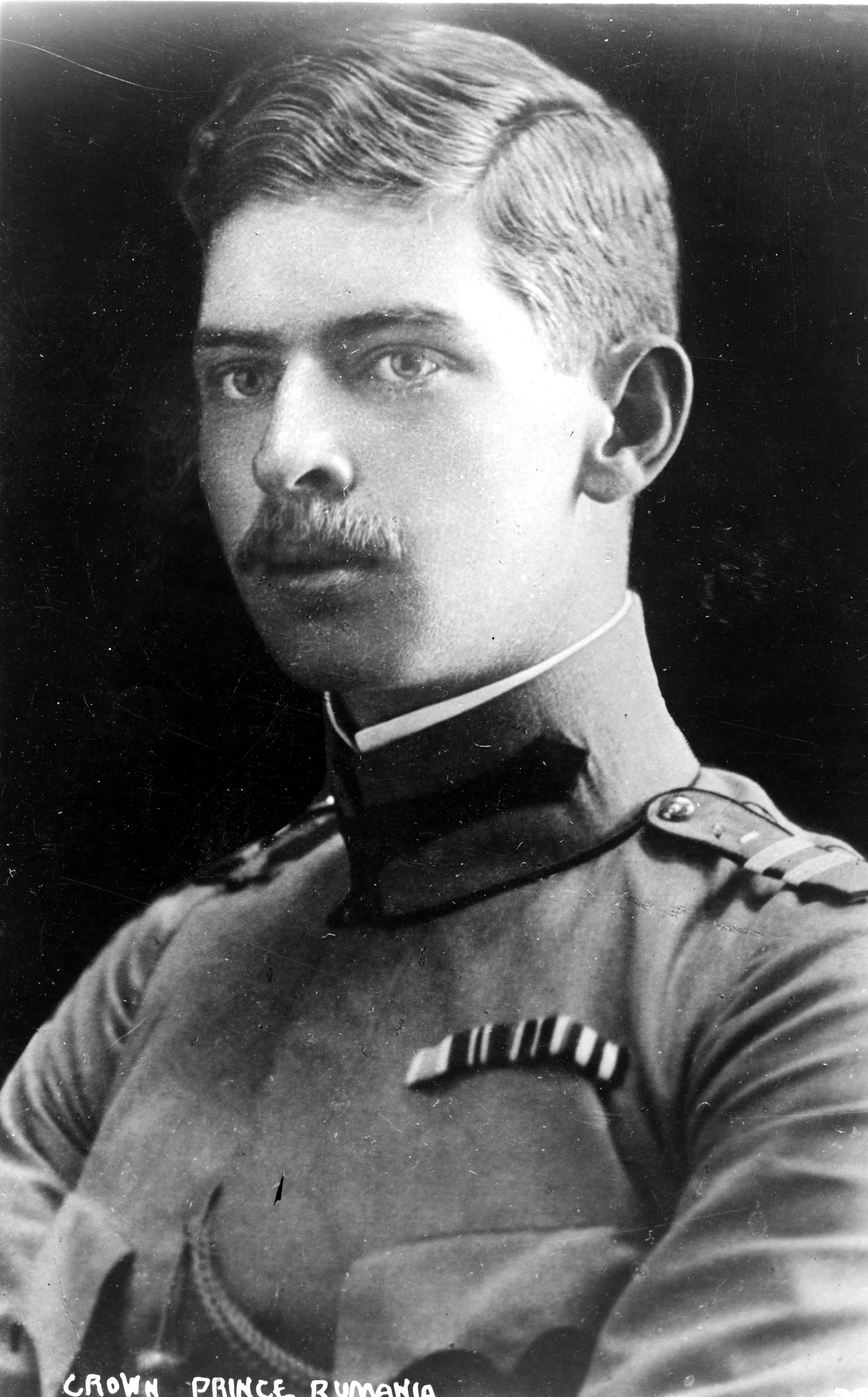
Carol al II-lea al României

- 12 ianuarie: Hermann Wilhelm Göring, comandant militar german, al doilea om ca importanță în Germania Nazistă (d. 1946)
- 29 ianuarie: Marțian Negrea, compozitor, profesor și dirijor român (d. 1973)
- 13 februarie: Ana Pauker (n. Hannah Rabinsohn), comunistă română (d. 1960)
- 11 martie: Iraclie Flocea, călugăr ortodox român cu rangul de Protosinghel, exarh al mănăstirilor din Mitropolia Basarabiei (1941 - 1944), canonizat ca sfânt (d. 1964)
- 20 aprilie: Harold Clayton Lloyd, actor și regizor american de comedie (d. 1971)
- 20 aprilie: Joan Miró, pictor și sculptor spaniol (d. 1983)
- 30 aprilie: Ulrich Friedrich Willy Joachim von Ribbentrop, diplomat și ministru de externe german (d. 1946)
- 4 iunie: Armand Călinescu, economist și om politic român, prim-ministru (1939), (d. 1939)
- 15 iunie: Ion Marin Sadoveanu (n. Iancu-Leonte Marinescu), scriitor român (d. 1964)
- 30 iunie: Walter Ernst Paul Ulbricht, conducător al Germaniei de Est (1960-1973), (d. 1973)
- 3 iulie: Luca (Luchi) Ion Caragiale, scriitor, fiul scriitorului I.L. Caragiale (d. 1921)
- 19 iulie: Vladimir Maiakovski, poet rus (d. 1930)
- 25 iulie: Imre Nagy, artist plastic maghiar din România (d. 1976)
- 29 iulie: Demostene Botez, scriitor român (d. 1973)
- 1 august: Alexandru I, rege al Greciei (1917-1920), (d. 1920)
- 13 august: Constantin Rene Brăiloiu], muzicolog, folclorist și compozitor român (d. 1958)
- 14 octombrie: Lillian Gish (n. Lillian Diana De Guiche), actriță americană de film și teatru (d. 1993)
- 15 octombrie: Carol al II-lea (n. Carol de Hohenzollern-Sigmaringen), al treilea rege al României (1930-1940), (d. 1953)
- 12 decembrie: Edward G. Robinson (n. Emmanuel Goldenberg), actor american de film de origine română (d. 1973)
- 13 decembrie: Gheorghe Atanasiu, fizician și geofizician român, membru titular al Academiei Române (d. 1972)
- 26 decembrie: Mao Zedong, lider comunist chinez (1943-1976), (d. 1976)

## Decese
- 20 februarie: Pierre Beauregard, 74 ani, militar american (n. 1818)
- 2 iulie: Georg Daniel Teutsch, 75 ani, episcop evanghelic sas din Ardeal (n. 1817)
- 6 iulie: Guy de Maupassant (Henry René Albert Guy de Maupassant), 42 ani, scriitor francez (n. 1850)
- 16 august: Jean-Martin Charcot, 67 ani, neurolog francez și profesor de anatomie patologică (n. 1825)
- 20 august: Alexandru Wassilko de Serecki, 65 ani, căpitan (mareșal) al Ducatului Bucovinei și membru Camerei Superioare al Imperiului Austriac (n. 1827)
- 29 august: Ion Popovici-Bănățeanu, 24 ani, nuvelist român (n. 1869)